# Filmografia Jackiego Chana

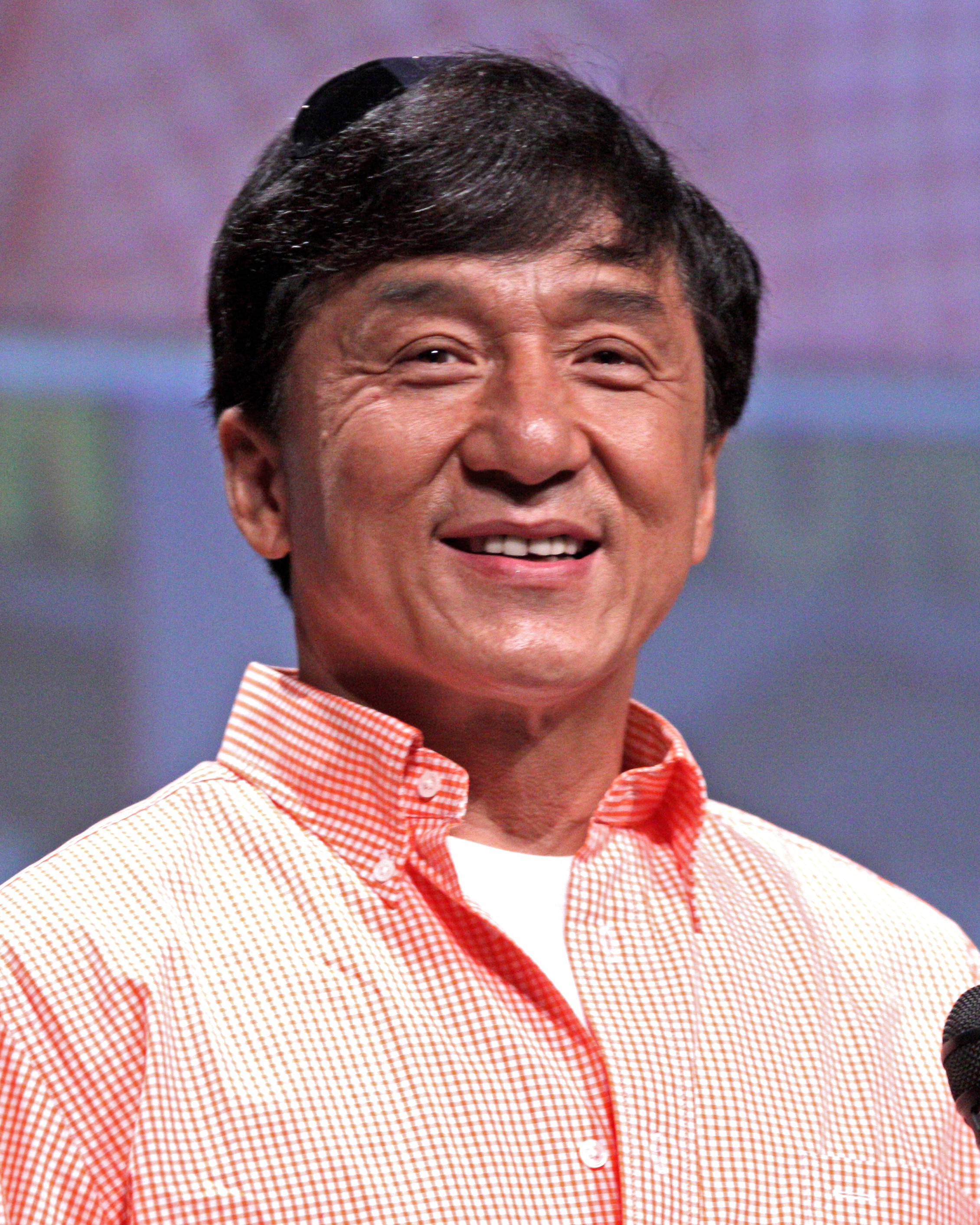
Jackie Chan w San Diego podczas konwentu Comic-Con (2012)

Filmografia Jackiego Chana – hongkońskiego aktora, reżysera, scenarzysty, producenta, kaskadera, muzyka, przedsiębiorcy i komika.

## Filmy pełnometrażowe

### Jako aktor
| Rok  | Tytuł                                            | Rola                                           |
| ---- | ------------------------------------------------ | ---------------------------------------------- |
| 1962 | Big and Little Wong Tin Bar                      | dziecko                                        |
| 1962 | Heng sao jiang nan qi ba tian                    | dziecko                                        |
| 1963 | Miłość bez końca (Liang Shan Bo yu Zhu Ying Tai) | –                                              |
| 1964 | Qin Xiang Lian                                   | –                                              |
| 1966 | Napij się ze mną                                 | dziecko                                        |
| 1966 | Liang hu shi ba biao                             | dziecko                                        |
| 1966 | Liang hu shi ba biao xia ji                      | –                                              |
| 1970 | Huang jiang nü xia                               | żebrzące dziecko                               |
| 1971 | Dao bu liu ren                                   | młody Ching Yun                                |
| 1971 | Gui nu chuan                                     | –                                              |
| 1971 | Dotyk Zen                                        | –                                              |
| 1972 | Wściekłe pięści                                  | uczeń Jing Wu                                  |
| 1972 | Jednoręki bokser                                 | –                                              |
| 1972 | He qi dao                                        | członek gangu Black Bear                       |
| 1972 | Tang ran ke                                      | bandyta przesuwający się po podłodze           |
| 1972 | Monkey in the Master’s Eye                       | –                                              |
| 1973 | Mai fu                                           | –                                              |
| 1973 | Ding tian li di                                  | Si To                                          |
| 1973 | Qi lin zhang                                     | –                                              |
| 1973 | Chiński Herkules                                 | zbir                                           |
| 1973 | Aspekty miłości (Bei di yan zhi)                 | Bit Part                                       |
| 1973 | Heroina                                          | Japończyk (Chen Yuen Lung)                     |
| 1973 | Mały tygrys                                      | Chan Yuan Lung, lider gangu                    |
| 1973 | Shi po tian jian                                 | zbir bijący kobietę                            |
| 1973 | Wejście smoka                                    | zbir w więzieniu                               |
| 1973 | Chu ba                                           | strażnik                                       |
| 1973 | Crash che botte!                                 | –                                              |
| 1973 | Cub Tiger from Kwang Tung                        | Hsiao Hu                                       |
| 1974 | E hu cun                                         | –                                              |
| 1974 | Złoty lotos (Jin ping shuang yan)                | Brat Yun, sprzedawca gruszek                   |
| 1975 | Hua fei man cheng chun                           | Hsiao Tang                                     |
| 1975 | Pai an jing ji                                   | Sekretarz Chen                                 |
| 1976 | Mi zong sheng shou                               | Człowiek Tsenga                                |
| 1976 | Nowa wściekła pięść                              | A Lung                                         |
| 1976 | Ręka śmierci                                     | Tan                                            |
| 1976 | Feng yu shuang liu xing                          | Wa Wu-Bin, Tygrys                              |
| 1976 | Zemsta tygrysa z Shaolin                         | Mały Mute                                      |
| 1976 | Ban jin ba liang                                 | –                                              |
| 1977 | San shi liu mi xing quan                         | Otwiera scenę                                  |
| 1977 | Jian hua yan yu jiang nan                        | Cao Lei                                        |
| 1978 | Wąż i cień orła                                  | Chien Fu                                       |
| 1978 | Tajemna księga węża i żurawia                    | Hsu Yin-Fung                                   |
| 1978 | Niezwykła eskorta                                | Lord Ting Chung                                |
| 1978 | Pijany mistrz lub Pijany smok                    | Wong Fei-hung                                  |
| 1978 | Siedem pięści                                    | Yi-Lang                                        |
| 1978 | Hei dai hen                                      | –                                              |
| 1971 | Guang dong xiao lao hu                           | Ah Lung                                        |
| 1971 | Nieustraszona hiena                              | Chen Lung                                      |
| 1971 | Pięść smoka                                      | Tang How-Yuen                                  |
| 1980 | Młody mistrz                                     | Smok                                           |
| 1980 | Mistrz Jiang                                     | Jiang                                          |
| 1980 | Wielka rozróba                                   | Jerry Kwan                                     |
| 1981 | Wyścig armatniej kuli                            | kierowca Subaru #1                             |
| 1982 | Mai nei dak gung dui                             | Sammy                                          |
| 1982 | Król smoków                                      | mistrz Long                                    |
| 1983 | Nieustraszona hiena 2                            | Chen Lung                                      |
| 1983 | Zwycięzcy i grzesznicy                           | CID 07                                         |
| 1983 | Projekt A                                        | sierżant „Smok” Ma                             |
| 1984 | Shen yong shuang xiang pao                       | policjant na motorze                           |
| 1984 | Wyścig armatniej kuli II                         | Jackie                                         |
| 1984 | Interes na kółkach                               | Thomas                                         |
| 1984 | Ninja Thunderbolt                                | –                                              |
| 1985 | Moje szczęśliwe gwiazdki                         | Mięśniak                                       |
| 1985 | Protektor                                        | Billy Wong                                     |
| 1985 | Na celowniku                                     | Mięśniak                                       |
| 1985 | Serce smoka                                      | Tat Fung                                       |
| 1985 | Policyjna opowieść                               | inspektor Chan Ka-kui                          |
| 1986 | Nui ji za pai jun                                | więzień                                        |
| 1986 | Zbroja Boga                                      | Jackie „Asian Hawk”                            |
| 1987 | Projekt A 2                                      | sierżant „Smok” Ma                             |
| 1988 | Wieczne smoki                                    | Jackie Lung                                    |
| 1988 | Policyjna opowieść 2                             | inspektor Chan Ka-kui                          |
| 1988 | Qi Xiao Fu                                       | on sam                                         |
| 1989 | Czyniący cuda                                    | Cheng Wah Kuo                                  |
| 1990 | Więzień                                          | Da Chui                                        |
| 1990 | Chu dao gui jing                                 | inspektor                                      |
| 1991 | Zbroja Boga 2: Operacja Kondor                   | Jackie Condor                                  |
| 1992 | Bliźniacze smoki                                 | Boomer, Ma Yau                                 |
| 1992 | Policyjna opowieść 3: Superglina                 | inspektor Chan Ka-kui                          |
| 1992 | Xi Zang xiao zi                                  | pasażer samolotu (cameo)                       |
| 1993 | Miejski łowca                                    | Ryô Saeba                                      |
| 1993 | Przestępcza opowieść                             | inspektor Eddie Chan                           |
| 1993 | Policyjna opowieść 4: Projekt S                  | inspektor Chan Ka-kui                          |
| 1994 | Legenda pijanego mistrza                         | Wong Fei-hung                                  |
| 1995 | Draka w Bronksie                                 | Ah Keung                                       |
| 1995 | Szybszy od błyskawicy                            | Chan Foh To                                    |
| 1996 | Jackie Chan: Pierwsze uderzenie                  | inspektor Chan Ka-kui                          |
| 1997 | Przyjemniaczek                                   | Jackie                                         |
| 1997 | Spalić Hollywood                                 | on sam                                         |
| 1998 | Zgadnij, kim jestem?                             | Whoami / agent Jackie Chan                     |
| 1998 | Godziny szczytu                                  | inspektor Lee                                  |
| 1999 | Wspaniały                                        | C.N. Chan                                      |
| 1999 | Hei kek ji wong                                  | słynny gwiazdor filmowy                        |
| 1999 | Gliny                                            | biedny rybak                                   |
| 2000 | Kowboj z Szanghaju                               | Chon Wang                                      |
| 2001 | Agent z przypadku                                | Buck Yuen                                      |
| 2001 | Godziny szczytu 2                                | inspektor Lee                                  |
| 2002 | Smoking                                          | Jimmy Tong                                     |
| 2003 | Rycerze z Szanghaju                              | Chon Wang                                      |
| 2003 | Chin gei bin                                     | Jackie                                         |
| 2003 | Medalion                                         | Eddie Yang                                     |
| 2004 | Tajemnice władzy                                 | klient u Julie                                 |
| 2004 | Ostrze róży                                      | władca Armour                                  |
| 2004 | Nowa policyjna opowieść                          | starszy inspektor Chan Kwok-Wing (Chan Ka-kui) |
| 2004 | W 80 dni dookoła świata                          | Passepartout / Lau Xing                        |
| 2005 | Mit                                              | Generał Meng Yi, dr Jack Chan                  |
| 2006 | Niania w akcji                                   | Fong Ka Ho                                     |
| 2006 | Sei dai tinwong                                  | on sam                                         |
| 2007 | Godziny szczytu 3                                | inspektor Lee                                  |
| 2008 | Zakazane królestwo                               | T’sa-Ho                                        |
| 2008 | A Touch of Beijing                               | on sam                                         |
| 2009 | Incydent                                         | Stalowy                                        |
| 2009 | Jianguo daye                                     | dziennikarz                                    |
| 2009 | Kung Fu Master                                   | on sam                                         |
| 2010 | Nasza niania jest agentem                        | Bob Ho                                         |
| 2010 | Karate Kid                                       | Pan Han                                        |
| 2010 | Mały wielki wojownik                             | żołnierz królestwa Liang                       |
| 2011 | Shaolin                                          | Wu Dao                                         |
| 2011 | Chiny 1911: Rewolucja (Xinhai geming)            | Huang Xing                                     |
| 2011 | Wielki magik (Daai mo seut si)                   | epizod                                         |
| 2012 | Chiński zodiak                                   | Asian Hawk                                     |
| 2013 | Osobisty krawiec (Si ren ding zhi)               | on sam (epizod)                                |
| 2013 | Policyjna opowieść 2013 (Jingcha gushi 2013)     | detektyw Zhong Wen                             |
| 2014 | Te Zhong Jiu Yuan Ying Xiong                     | strażak w reklamie telewizyjnej                |
| 2015 | Wojna imperiów                                   | Huo An                                         |
| 2016 | Dorwać Wattsa                                    | Bennie Black                                   |
| 2016 | Tygrysy ze stacji Shagou                         | Ma Yuan                                        |
| 2017 | Kung Fu Yoga (Gong fu yu jia)                    | Jack                                           |
| 2017 | Cudzoziemiec                                     | Quan Ngoc Minh                                 |
| 2017 | Krwawa rozgrywka                                 | Lin Dong                                       |
| 2017 | Namiya                                           | Namiya                                         |
| 2019 | Shen tan Pu Song Ling                            | Pu Songling                                    |
| 2019 | Tajemnica pieczęci smoka                         | mistrz Et Al                                   |

### Jako reżyser
| Rok  | Tytuł                                 | Uwagi               |
| ---- | ------------------------------------- | ------------------- |
| 1977 | San shi liu mi xing quan              |                     |
| 1978 | Tajemna księga węża i żurawia         | Reżyseria scen walk |
| 1979 | Nieustraszona hiena                   |                     |
| 1980 | Młody mistrz                          |                     |
| 1982 | Król smoków                           |                     |
| 1983 | Nieustraszona hiena 2                 |                     |
| 1983 | Projekt A                             |                     |
| 1985 | Policyjna opowieść                    |                     |
| 1987 | Bracia                                |                     |
| 1987 | Zbroja Boga                           |                     |
| 1987 | Projekt A 2                           |                     |
| 1988 | Policyjna opowieść 2                  |                     |
| 1988 | Brygada specjalna                     |                     |
| 1989 | Czyniący cuda                         |                     |
| 1991 | Zbroja Boga 2: Operacja Kondor        |                     |
| 1993 | Przestępcza opowieść                  |                     |
| 1994 | Legenda pijanego mistrza              |                     |
| 1998 | Zgadnij, kim jestem?                  |                     |
| 2011 | Chiny 1911: Rewolucja (Xinhai geming) |                     |
| 2011 | Daai mo seut si                       | Jako dyrektor akcji |
| 2012 | Chiński zodiak                        |                     |

### Jako producent
| Rok  | Tytuł                            | Uwagi                             |
| ---- | -------------------------------- | --------------------------------- |
| 1980 | Ma bao chuang ba guan            |                                   |
| 1981 | Lao shu jie                      |                                   |
| 1986 | Nui ji za pai jun                |                                   |
| 1987 | Liang xiao hua nong yue          |                                   |
| 1988 | Yin ji kau                       |                                   |
| 1988 | Brygada specjalna                |                                   |
| 1989 | Shen yong fei hu ba wang hua     |                                   |
| 1990 | Wu tai jie mei                   |                                   |
| 1990 | Xi huan de gu shi                |                                   |
| 1991 | Huo bao lang zi                  |                                   |
| 1991 | Aktorka                          |                                   |
| 1992 | Wei xian qing ren                |                                   |
| 1992 | Policyjna opowieść 3: Superglina | Również jako producent wykonawczy |
| 1993 | Kin chan no Cinema Jack          |                                   |
| 1995 | Szybszy od błyskawicy            | Jako producent wykonawczy         |
| 1998 | Otwarta wojna                    |                                   |
| 1999 | Wspaniały                        |                                   |
| 1999 | Gliny                            | Również jako producent wykonawczy |
| 2000 | Kowboj z Szanghaju               | Również jako producent wykonawczy |
| 2001 | Agent z przypadku                |                                   |
| 2003 | Medalion                         | Również jako producent wykonawczy |
| 2003 | Rycerze z Szanghaju              | Jako producent wykonawczy         |
| 2004 | W 80 dni dookoła świata          | Jako producent wykonawczy         |
| 2004 | Tajemnice władzy                 | Również jako producent wykonawczy |
| 2004 | Ryżowa rapsodia                  | Również jako producent wykonawczy |
| 2004 | Nowa policyjna opowieść          |                                   |
| 2005 | Mit                              | Jako producent wykonawczy         |
| 2005 | Wiekopomny żal                   |                                   |
| 2005 | Jing mo gaa ting                 | Jako producent wykonawczy         |
| 2006 | Niania w akcji                   | Jako producent wykonawczy         |
| 2008 | Wushu                            | Jako producent wykonawczy         |
| 2008 | Yat kor ho ba ba                 |                                   |
| 2009 | Incydent                         | Jako producent wykonawczy         |
| 2010 | Mały wielki wojownik             |                                   |
| 2011 | Amazonki                         | Jako producent wykonawczy         |
| 2011 | Xinhai geming                    | Również jako producent wykonawczy |
| 2012 | Chiński zodiak                   |                                   |
| 2014 | Fen Shou Da Ren                  | Jako producent wykonawczy         |
| 2015 | Wojna imperiów                   |                                   |
| 2015 | Wo shi shei 2015                 |                                   |
| 2016 | Dorwać Wattsa                    |                                   |
| 2016 | Tajemnice Manhattanu             | Jako producent wykonawczy         |
| 2019 | Tajemnica pieczęci smoka         |                                   |
| 2021 | Smok życzeń                      | [ 2 ]                             |

### Jako scenarzysta
| Rok  | Tytuł                          |
| ---- | ------------------------------ |
| 1980 | Mistrz Jiang                   |
| 1980 | Młody mistrz                   |
| 1982 | Król smoków                    |
| 1983 | Projekt A                      |
| 1987 | Zbroja Boga                    |
| 1987 | Projekt A 2                    |
| 1988 | Policyjna opowieść 2           |
| 1989 | Czyniący cuda                  |
| 1991 | Zbroja Boga 2: Operacja Kondor |
| 1998 | Zgadnij, kim jestem?           |
| 1999 | Wspaniały                      |
| 2004 | Nowa policyjna opowieść        |
| 2006 | Niania w akcji                 |
| 2010 | Mały wielki wojownik           |
| 2012 | Chiński zodiak                 |

### Jako scenograf
| Rok  | Tytuł          | Uwagi                     |
| ---- | -------------- | ------------------------- |
| 2012 | Chiński zodiak | Jako dyrektor artystyczny |

### Jako operator filmowy
| Rok  | Tytuł          |
| ---- | -------------- |
| 2012 | Chiński zodiak |

### Dubbing
| Rok  | Tytuł                          | Rola                                               |
| ---- | ------------------------------ | -------------------------------------------------- |
| 1998 | Mulan                          | kapitan Li Shang (kantoński i mandaryński dubbing) |
| 2008 | Kung Fu Panda                  | Mistrz Małpa                                       |
| 2010 | The Legend of Silk Boy         | Xu Rongcun                                         |
| 2011 | Kung Fu Panda 2                | Mistrz Małpa                                       |
| 2015 | Xi you ji zhi da sheng gui lai | Małpi Król                                         |
| 2016 | Kung Fu Panda 3                | Mistrz Małpa                                       |
| 2017 | Gang Wiewióra 2                | pan Feng                                           |
| 2021 | Smok życzeń                    | Long (mandaryński dubbing)                         |

## Filmy krótkometrażowe

### Jako aktor
| Rok  | Tytuł                                                  | Rola        |
| ---- | ------------------------------------------------------ | ----------- |
| 2008 | The Kung Fu Dream Team                                 | Jackie Chan |
| 2008 | Dangerous Beauty: The Women of ’The Forbidden Kingdom’ | Jackie Chan |
| 2013 | The Unbelievable                                       | Pan Z       |

### Dubbing
| Rok  | Tytuł               | Rola         |
| ---- | ------------------- | ------------ |
| 2010 | Święta, święta i Po | Mistrz Małpa |
| 2016 | The Master          | mistrz Wu    |

## Filmy dokumentalne

### Jako aktor
| Rok  | Tytuł                                                   | Rola        |
| ---- | ------------------------------------------------------- | ----------- |
| 1989 | The Probe Team                                          | Jackie Chan |
| 1989 | Son of the Incredibly Strange Film Show                 | Jackie Chan |
| 1990 | Walki Wschodu: najlepsi z najlepszych                   | Jackie Chan |
| 1994 | The Life of Bruce Lee                                   | Jackie Chan |
| 1994 | Cinema of Vengeance                                     | Jackie Chan |
| 1995 | Top Fighter                                             | Jackie Chan |
| 1995 | Eastern Heroes: The Video Magazine                      |             |
| 1996 | Biography: Jackie Chan: From Stuntman to Superstar      | Jackie Chan |
| 1997 | Moviewatch                                              | Jackie Chan |
| 1997 | The Making of Jackie Chan’s 'Mr. Nice Guy'              | Jackie Chan |
| 1998 | The Art of Influence                                    | Jackie Chan |
| 1998 | The Path of the Dragon                                  | Jackie Chan |
| 1998 | Jackie Chan: My Story                                   | Jackie Chan |
| 1998 | Masters of the Martial Arts Presented by Wesley Snipes  | Jackie Chan |
| 1999 | A Piece of the Action: Behind the Scenes of 'Rush Hour' | Jackie Chan |
| 1999 | Jackie Chan: Moi kaskaderzy                             | Jackie Chan |
| 2000 | Making of Shanghai Noon                                 | Jackie Chan |
| 2002 | Sztuki walk                                             | Jackie Chan |
| 2003 | Jackie Chan i utracona rodzina                          | Jackie Chan |
| 2004 | Cinema Hong Kong: Kung Fu                               | Jackie Chan |
| 2008 | Megamiasta: Hongkong                                    | Jackie Chan |

### Jako reżyser i producent
| Rok  | Tytuł                       |
| ---- | --------------------------- |
| 1998 | Jackie Chan: My Story       |
| 1999 | Jackie Chan: Moi kaskaderzy |

## Seriale

### Jako aktor
| Rok  | Tytuł              |
| ---- | ------------------ |
| 2009 | Lessons in Seppuku |

### Jako producent
| Rok       | Tytuł                 | Uwagi                     |
| --------- | --------------------- | ------------------------- |
| 2000–2002 | Przygody Jackie Chana | Jako producent wykonawczy |
| 2010      | Shen hua              |                           |
| 2020      | Cheng hua shi si nian |                           |